# Tyrannius Rufinus van Aquileia

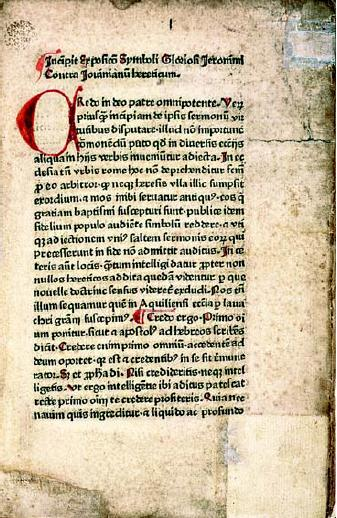
Een bladzijde uit deExpositio symboli (circa 1470).

Tyrannius Rufinus (Latijn: Rufinus Aquileiensis) (Concordia, nabij Aquileia, ca. 345 - Messina, 410)  was een belangrijk vroegchristelijk schrijver en een van de kerkvaders.

## Biografie
Rufinus studeerde te Rome, waar hij onder meer Hieronymus leerde kennen.  Na zijn studies ontving hij in een klooster te Aquileia het doopsel, en daar stichtte hij een religieuze gemeenschap waarin hij ook enige tijd als monnik verbleef. In 371 (of mogelijk later, de literatuur noemt ook vaker 372 en 373) vergezelde hij Melania de Oude op haar reis naar Egypte. Daar aangekomen volgde hij te Alexandrië enkele jaren de lessen van Didymus de Blinde, die hem inleidde in Origenes' werken. In 378 volgde hij opnieuw Melania, deze keer naar Jeruzalem, waar hij als monnik op de Olijfberg verbleef en er door patriarch Johannes II tot priester gewijd werd. Hij zou er meer dan vijftien jaar blijven. In deze tijd verdiepte zich de vriendschap met Hieronymus, die zijn studiegenoot in Aquilea was geweest en die sinds 386 in Bethlehem verbleef. 
Zijn goede verstandhouding met Hieronymus begon te vertroebelen, toen beiden betrokken raakten bij een te Jeruzalem ontstane woordentwist rondom de leer van Origenes. De twee posities werden vertegenwoordigd door Johannes van Jeruzalem (pro Origenes) en Epiphanius van Salamis (contra Origenes). Rufinus koos partij voor patriarch Johannes, terwijl Hieronymus heftig van leer trok tegen de "dwalingen" van Origenes die door Rufinus' vertalingen in het Westen verspreid dreigden te worden. Het conflict kon worden bijgelegd, maar leefde weer op nadat Rufinus in 397 naar Italië terugkeerde. 
In zijn Latijnse vertaling van Origenes' De principiis liet Rufinus de afwijkende leerstellingen van Origenes weg (omdat Rufinus deze stellingen als heretische manipulaties beschouwde), wat aanleiding gaf tot het ontstaan van een reeks wederzijdse schotschriften. Rufinus ontliep zelfs ternauwernood een officiële veroordeling. Door de inval van de Westgoten in 407 werd Rufinus uit Aquileia verdreven, en vluchtte hij naar Zuid-Italië, waar hij ook overleed.

## Werken
De waarde van Rufinus ligt vooral in zijn vertalingen van oorspronkelijk Griekse werken in het Latijn. Door de grotendeels verloren gegane belangstelling voor en kennis van het Grieks in het Westen waren deze vertalingen een echte noodzaak geworden.
- Vertalingen:
  - Rufinus heeft in de eerste plaats vele geschriften van en over Origenes vertaald en bewerkt, maar ook van Basilius de Grote en Gregorius van Nazianze;
  - Van Eusebius van Caesarea vertaalde hij de Kerkgeschiedenis, waarvan hij de tien oorspronkelijke boeken tot negen reduceerde, maar er twee nieuwe aan toevoegde.
  - Rufinus vertaalde de pseudo-Clementijnse roman, de oudste bekende christelijke roman, vanuit het Grieks in het latijn.
- Geschriften van eigen hand waren meestal apologetisch van karakter: 
  - in 400 schreef hij Apologia ad Anastasium Romanae Urbis episcopum, zijn verdediging voor het feit dat hij niet was komen opdagen op een synode te Rome over de leerstellingen van Origenes;
  - uit 401 dateert zijn Invectiva in Hieronymum, naar aanleiding van Hieronymus' vertaling van Origenes' De principiis;
  - zijn Commentarius in Symbolum Apostolorum is beïnvloed door de Catechesen van Cyrillus van Jeruzalem in verband met de Geloofsbelijdenis;
  - verder schreef Rufinus ook een werk getiteld De Benedictionibus Patriarcharum, in twee boeken.